# Coltău, Maramureș
Coltău (în maghiară Koltó) este satul de reședință al comunei cu același nume din județul Maramureș, Transilvania, România.

## Etimologie
Etimologia numelui localității: din apelativul regional rom. coltău „ungher, cotlon" (cf. cotlon „ascunzătoare") < magh. katlan. 

## Istorie
Prima atestare documentară: 1405 (Kolcho, Also Kolcho). 
Castelul din localitate a fost construit probabil în timpul domniei împărătesei Maria Theresia, apoi clădirea în stil baroc a fost restaurată în jurul anului 1821. În 1845, Sándor Teleki, în vârstă de 25 de ani, luptătorul pașoptist pentru libertate, colonelul și scriitorul de mai târziu, a preluat conducerea moșiei din Coltău. Numit căpitan al cetății Chioar, tânărul conte a jucat un rol important în viața politică a județului Satu Mare.
În anii 1846-1847, poetul Sándor Petőfi a vizitat așezarea de trei ori ca oaspete al „contelui sălbatic”. Cea mai memorabilă dintre aceste „vizite” a fost cea din perioada cuprinsă între 9 septembrie și 19 octombrie 1847, când tânărul scriitor și-a petrecut aici luna de miere alături de soția sa, Júlia Szendrey, un răstimp care a îmbogățit lirica maghiară cu 28 de poezii noi. Cele mai multe dintre poezii au fost scrise pe masa de piatră de sub un corn mare, bătrân, devenit faimos. Astăzi, în castel funcționează muzeul Teleki-Petőfi.
Între 1968-2004 satul Coltău a aparținut de comuna Săcălășeni. În 2004, a devenit centru de comună, având în administrație și satul Cătălina.

## Clădiri istorice
- Castelul Teleki

## Date demografice
La recensământul din anul 1992 au fost înregistrați 1.583 de locuitori, dintre care 1.125 maghiari (71%), 445 rromi (28,1%) și 13 români (0,8%).